# Béla II. (Ungarn)
Béla II. der Blinde, Béla I. in Kroatien, (* um 1110; † 13. Februar 1141) aus dem Geschlecht der Árpáden war ab 28. April 1131 bis zu seinem Tod König von Ungarn. Er war der Sohn des Prinzen Álmos und von Predslava, Tochter des Kiewer Großfürsten Swjatopolk II.

## Kindheit

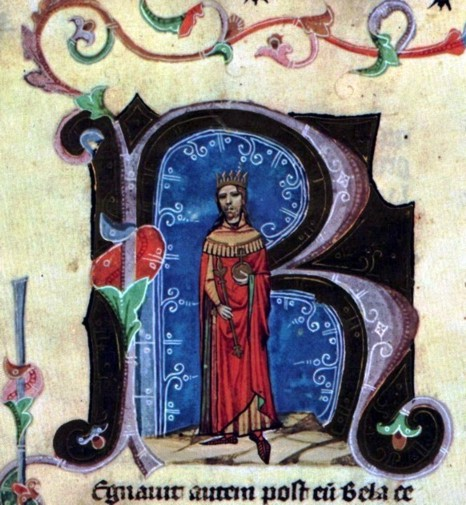
Béla II. in der Bilderchronik

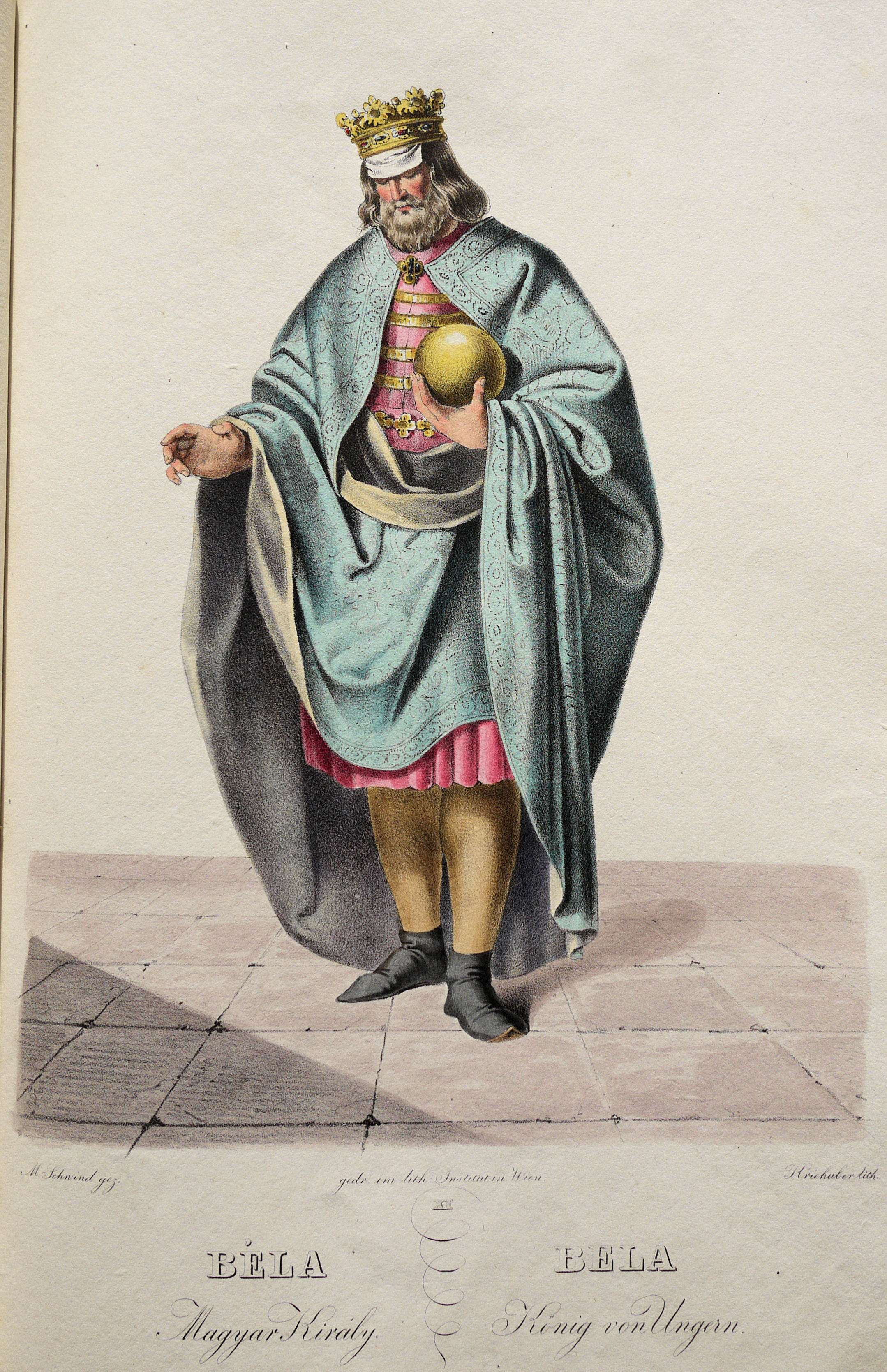
Béla II., Lithographie von Josef Kriehuber nach einer Zeichnung von Moritz von Schwind, ca. 1828.

1113 ließ König Koloman seinen Bruder Álmos und dessen Sohn, den späteren Béla II., blenden. Grund war die fortgesetzte Opposition Álmos gegen den König. Die Geblendeten flohen darauf nach Konstantinopel. Von dort holte Kolomans Sohn und Nachfolger Stephan II. seinen Vetter Béla zurück und setzte ihn zum Nachfolger ein, weil er selbst ohne Erben geblieben war.

## Regierung
Bélas Herrschaft begann 1131 mit der Versammlung bei Arad, bei der er alle Adligen umbringen ließ, die vermutlich bei seiner Blendung mitgewirkt hatten. Nach den Quellen sind dabei 68 Adelige ums Leben gekommen. Bei dem Racheakt spielte vermutlich Königin Ilona eine wichtige Rolle.

### Außenpolitik
In Bélas Regierungszeit fiel eine außenpolitische Offensive, in deren Rahmen Béla seine Schwester Hedwig mit einem Sohn Leopolds III. von Österreich und seine Schwester Adelheid mit Soběslav I. von Böhmen verheiratete. Ungarn wurde so in ein festes Bündnissystem mit dem zuvor verfeindeten Österreich und mit Böhmen eingebunden.
Bélas gesamte Regierungszeit war vom Konflikt mit Boris, einem Sohn Kolomans von zweifelhafter Legitimität, überschattet. Boris wurde von Polen und Russland unterstützt. Bolesław III. Schiefmund führte 1132 sogar einen Feldzug mit russischen und polnischen Truppen zu Boris’ Unterstützung nach Ungarn.

### Innenpolitik
Während seiner Regierungszeit begann sich die königliche Kanzlei zu forcieren, die sich zentral mit den schriftlichen Angelegenheiten des Hofes beschäftigt.
Béla pflegte gute Kontakte zur Kirche. 1137 wurde die Klosterkirche in Pannonhalma mit seiner Unterstützung neu gebaut.
Béla regierte in enger Zusammenarbeit mit dem königlichen Rat, zum Teil auch wegen seiner Blindheit, da er völlig auf seine Umgebung angewiesen war. Auch Königin Ilona spielte eine wichtige Rolle, um Béla die Herrschaftsausübung zu ermöglichen.

## Familie
Bela war seit 1127 verheiratet mit Ilona, Tochter des Fürsten Uroš Nemanjić von Serbien; ihre Kinder waren:
- Elisabeth (1128–1155), ⚭ König Mieszko III. von Polen
- Géza II. (1130–1162), König von Ungarn
- Ladislaus II. (1131–1163), König von Ungarn
- Stefan IV. († 1165), König von Ungarn
- Álmos (1134–1138)
- Zsófia, oder Sofie, wurde Pfingsten 1139 mit (König) Heinrich (VI.), dem Sohn von König Konrad III. verlobt. Die Eheschließung fand aber nicht statt, Sofie starb im Kloster Admont als Nonne.[1][2]